# Hydroglyphus borkuanus
Hydroglyphus borkuanus är en skalbaggsart som först beskrevs av Bruneau de Miré och Legros 1963.  Hydroglyphus borkuanus ingår i släktet Hydroglyphus och familjen dykare. Inga underarter finns listade i Catalogue of Life.